# 科雷利亚-安泰尔米内利
科雷利亚-安泰尔米内利（義大利語：Coreglia Antelminelli），是意大利托斯卡纳大区卢卡省的一个市镇。总面积52.8平方公里，人口5296人，人口密度100.3人/平方公里（2009年）。ISTAT代码为046011。